# Veo
Veo is een tekst-naar-videomodel ontwikkeld door Google DeepMind. Zoals alle tekst-naar-videomodellen maakt het gebruik van generatieve kunstmatige intelligentie om video te genereren op basis van gebruikersinstructies.

## Ontwikkeling
In mei 2024 werd op Google I/O 2024 een multimodaal videogeneratiemodel genaamd Veo aangekondigd. Google beweerde dat het 1080p-video's van meer dan een minuut lang kon genereren. 
In december 2024 bracht Google Veo 2 uit, beschikbaar via VideoFX. Het ondersteunt videogeneratie met een resolutie van 4k en heeft een beter begrip van de natuurkunde. In april 2025 kondigde Google aan dat Veo 2 beschikbaar werd voor gevorderde gebruikers op de Gemini App.
In mei 2025 bracht Google Veo 3 uit, dat niet alleen video’s genereert, maar ook gesynchroniseerde audio creëert – inclusief dialogen, geluidseffecten en omgevingsgeluiden – die bij de beelden passen. Google heeft ook Flow aangekondigd, een hulpmiddel voor het maken van video's dat wordt aangestuurd door Veo en Imagen. Demis Hassabis, CEO van Google DeepMind, beschreef de release als het moment waarop de AI-videogeneratie het tijdperk van de stomme film achter zich liet.

## Reacties
Een verslaggever van Gizmodo reageerde op de lancering van Veo 3 door op te merken dat gebruikers het model opdracht gaven om content van lage kwaliteit te genereren, zoals interviews met mensen op straat of haul-video's van mensen die producten uitpakken. Een andere mediacommentator meldde dat het hulpmiddel de neiging had om dezelfde grap te herhalen als reactie op verschillende vragen.
Commentatoren speculeerden dat Google de dienst had getraind op YouTube-video's of Reddit-berichten. Google zelf heeft de bron van zijn trainingsinhoud niet vermeld.